# 欧文西洋音楽用語の一覧
欧文西洋音楽用語の一覧（おうぶんせいようおんがくようごのいちらん）は、頻繁に使われる欧文（イタリア語、ドイツ語、英語、フランス語等）の西洋音楽用語ならびに略語の、アルファベット順一覧である。
略号は以下の言語を表す。
- 英 - 英語
- 仏 - フランス語
- 伊 - イタリア語
- 独 - ドイツ語

## 数字
- 8
- 8va（伊）
- 8va bassa（伊）
- 8ba（伊）
- 15ma（伊）
- 15ma bassa（伊）

## A
- A（英、独） イ音、和音#コードネーム
- a（伊） 〜で
- à（仏） 〜で
- A:（英、独） イ長調
- a:（英、独） イ短調
- A. アルト
- a 2 / a due（伊） 2人で
- à 2 / à deux（仏） 2人で
- a tempo（伊）
- accel.（伊、仏）
- accelerando（伊）
- accento（伊）
- Adagietto（伊）
- Adagio（伊）
- agitato（伊）
- Ais（独） 嬰イ音
- ais:（独） 嬰イ短調
- Aisis（独） 重嬰イ音
- Alla Marcia（伊）
- allarg.（伊）
- allargando（伊）
- Allegretto（伊）
- Allegro（伊）
- Allegro moderato（伊）
- Allo（伊）
- Alt（伊） アルト
- alta（伊） 上、先
- Alto（伊） アルト、（仏）ヴィオラ
- alto（伊） 上、先
- amabile（伊）
- Andante（伊）
- Andantino（伊）
- Animato（伊）
- animato（伊）
- appassionato（伊）
- Archi（伊） 擦弦楽器（具体的にはヴァイオリン属）
- arco（伊）
- Arpa（伊） ハープ
- Arpeggio（伊）
- A. S. アルトサクソフォン
- As（独） 変イ音
- As:（独） 変イ長調
- as:（独） 変イ短調
- Asas, Ases（独） 重変イ音
- assai（伊）
- attacca（伊）
- aug（英、仏、伊、独） → 増三和音

## B
- B（英）ロ音、和音#コードネーム、（独）変ロ音
- B:（英） ロ長調、（独） 変ロ長調
- b:（英） ロ短調、（独） 変ロ短調
- B. バス
- Bar. バリトン
- Bariton（独）, -e（仏、英）, -o（伊） バリトン
- bas, -se（仏） 低く、低い
- Bass（英）, -e（仏） バス
- bassa（伊） 低く、低い
- Bass Drum（英） バスドラム
- basso（伊） 低く、低い
- Basso（伊） バス
- Basson（仏） ファゴット
- Bassoon（英） バスーン
- BB（独） 重変ロ音
- B. cl. バスクラリネット
- B. D. バスドラム
- Becken（独） シンバル
- bémol （仏） フラット
- Bes（独） 重変ロ音（まれ）、（オランダ語および北欧諸言語）変ロ音
- brillante（伊）
- Blockflöte（独） リコーダー
- Bn. バスーン
- Bratsche（独） ヴィオラ
- B. S.  バリトンサクソフォン

## C
- C（英、独） ハ音、和音#コードネーム
- C:（英、独） ハ長調
- c:（英、独） ハ短調
- caisse（仏） 太鼓
- caisse claire（仏） 小太鼓
- calando（伊）
- Campanelli（伊） グロッケンシュピール
- cant.（伊）
- cantabile（伊）
- capriccioso（伊）
- Cb. コントラバス
- -cella（伊）
- -cello（伊）
- Cello（英） チェロ
- Cembalo（伊） チェンバロ
- Ces（独） 変ハ音
- Ces:（独） 変ハ長調（まれ）
- Ceses（独） 重変ハ音（まれ）
- Cfag コントラファゴット
- Cfg コントラファゴット
- Cho. 合唱
- Chorus（英） 合唱
- Cis（独） 嬰ハ音
- Cis:（独） 嬰ハ長調
- cis:（独） 嬰ハ短調
- Cisis（独） 重嬰ハ音
- Cl. クラリネット
- Clar. クラリネット
- Clarinet（英）, -tte（仏）, -tto（伊） クラリネット
- Clavecin（仏） クラヴサン
- Coda（伊）
- col arco（伊）
- col legno（伊）
- comodo（伊）
- con（伊）
- con anima（伊）
- con brio（伊）
- Concertino（伊） 協奏曲の独奏楽器郡
- Concerto（英、仏、伊） 協奏曲
- conduct（英） 指揮
- conductor（英） 指揮者
- con fuoco（伊）
- con moto（伊）
- con sord.（伊）
- con sordino（伊）
- Contrabass（英）, -e（仏）, -o（伊） コントラバス
- Contrafagotto（伊） コントラファゴット
- Contrebasson（仏） コントラファゴット
- Cor（仏） ホルン
- Cor anglais（仏） コーラングレ
- Corn. コルネット
- Cornet（英） コルネット
- Cornet-à-pistons（仏） コルネット
- Cornetto（伊） コルネット
- Corno（伊） ホルン
- Corno inglese（伊） コーラングレ
- wikt:cresc.（伊）
- crescendo（伊）
- Cym. シンバル
- Cymbal（英）, -e（仏） シンバル

## D
- D（英、独） ニ音、和音#コードネーム
- D:（英、独） ニ長調
- d:（英、独） ニ短調
- D. B. ダブルベース
- D. Bn. ダブルバスーン
- D. C.（伊）
- D. S.（伊）
- decresc.（伊）
- Des（独） 変ニ音
- Des:（独） 変ニ長調
- Deses（独） 重変ニ音
- dièse（仏） シャープ
- dim（英、仏、伊） → 減三和音、減七の和音
- wikt:dim.（伊）
- wikt:diminuendo（伊）
- Dirigent（仏、独） 指揮者
- Dis（独） 嬰ニ音
- dis:（独） 嬰ニ短調
- Disis（独） 重嬰ニ音
- Do（仏、伊） ハ音
- dolce（伊）
- Double Bass（英） ダブルベース
- Double-Bassoon（英） ダブルバスーン
- Dur（独） 長調

## E
- E（英、独） ホ音、和音#コードネーム
- E:（英、独） ホ長調
- e:（英、独） ホ短調
- e（伊）
- ed（伊）
- Eis（独） 嬰ホ音
- Eisis（独） 重嬰ホ音
- energico（伊）
- Englischhorn（独） イングリッシュホルン
- Englisches Horn（独） イングリッシュホルン
- English horn（英） イングリッシュホルン
- Es（独） 変ホ音
- Es:（独） 変ホ長調
- es:（独） 変ホ短調
- Eses（独） 重変ホ音
- espr.（仏、伊）
- espress.（仏、伊）
- espressivo（伊）
- -etta（伊）
- -etto（伊）
- Eup. ユーフォニアム
- Euphonium（英） ユーフォニアム

## F
- F（英、独） ヘ音、和音#コードネーム
- F:（英、独） ヘ長調
- f:（英、独） ヘ短調
- f（伊）
- Fa（仏、伊） ヘ音
- Fag. ファゴット
- Fagott（独）, -o（伊） ファゴット
- fermata（伊）
- Fes（独） 変ヘ音
- Feses（独） 重変ヘ音
- Fine（伊）
- Finale（仏、伊） 終曲、フィナーレ
- Fis（独） 嬰ヘ音
- Fis:（独） 嬰ヘ長調
- fis:（独） 嬰ヘ短調
- Fisis（独） 重嬰ヘ音
- ff（伊）
- fff（伊）
- Fg. ファゴット
- Fine（伊）
- Fl. フルート
- Flatterzunge（独） 巻き舌奏法
- Flauto（伊） フルート
- Flauto a becco（伊） リコーダー
- Flauto dolce（伊） リコーダー
- Flauto piccolo（伊） ピッコロ
- Flauto traverso（伊） フルート
- Flöte（独） フルート
- Fl. picc.（英、伊） ピッコロ
- Flute（英） フルート
- flûte（仏） フルート
- flûte a bec（仏） リコーダー
- forte（伊）
- fp（伊）
- fz（伊）

## G
- G（英、独） ト音、和音#コードネーム
- G:（英、独） ト長調
- g:（英、独） ト短調
- G. c.（仏、伊） バスドラム
- Geige（独） ヴァイオリン
- Ges（独） 変ト音
- Ges:（独） 変ト長調
- Geses（独） 重変ト音
- gestopft（独）
- giocoso（伊）
- Gis（独） 嬰ト音
- gis:（独） 嬰ト短調
- Gisis（独） 重嬰ト音
- gliss.（仏、伊）
- glissando（伊）
- Glockenspiel（独） グロッケンシュピール
- G. P.（英、独） ゲネラルパウゼ（全パート休止）
- Gran cassa（伊） バスドラム
- grosse caisse （仏） バスドラム
- grandioso（伊）
- Grave（仏、伊）
- grazioso（伊）
- Große Trommel（独） バスドラム

## H
- H（独） ロ音、和音#コードネーム
- H:（独） ロ長調
- h:（独） ロ短調
- Harfe（独） ハープ
- haut-parleur（仏） スピーカー
- Harp（英）, -e（仏） ハープ
- Harpsichord（英） ハープシコード
- Hautbois（仏） オーボエ
- Haupt- / Hpt-（独） 中央の～
- Heses（独） 重変ロ音
- His（独） 嬰ロ音
- Hisis（独） 重嬰ロ音
- Horn（英） ホルン
- Hörner（独） ホルン

## I
- -ina（伊）
- -ino（伊）
- -issima（伊）
- -issimo（伊）

## J
- Jeu de timbres（仏） グロッケンシュピール

## K
- Kb.（独） コントラバス
- Kfag.（独） コントラファゴット
- Kfg.（独） コントラファゴット
- Klavier（独） ピアノ
- Klavizimbel（独） チェンバロ
- Kleine trommel（独） スネアドラム
- Kleinflöte（独） ピッコロ
- Kl.-fl.（独） ピッコロ
- Kontrabass（独） コントラバス
- Kontrafagott（独） コントラファゴット
- Konzert（独） 協奏曲
- Kornett（独） コルネット

## L
- La（仏、伊） イ音
- laissez vibrer（仏）
- lamentabile（伊）
- Langsam （独） ゆっくりと - イタリア語のAdagioに相当。
- Larghetto（伊）
- Largo（伊）
- Lebhaft （独） 活発に、生き生きと - イタリア語のanimato,con anima,con brioに相当。
- legato（伊）
- legni, -o（伊） 木管楽器
- leggiero（伊）
- Lento（伊）
- L'istesso tempo（伊）
- Luftpause（独）  ルフトパウゼ（息継ぎの間）
- l. v.（仏）

## M
- M（英、仏、伊）  長三和音
- m（英、仏、伊）  短三和音
- ma non tanto（伊）
- ma non troppo（伊）
- maestoso（伊）
- Maggiore（伊） 長調
- maj（英、仏、伊） 長三和音
- Major（英） 長調
- Majeur（仏） 長調
- Mar. マリンバ
- marcato（伊）
- Marimba（英） マリンバ
- Mäßig （独） 中庸に - イタリア語のModeratoに相当。
- meno（伊）
- Meno mosso（伊）
- Menuet（英、仏）, -tt（独）, -tto（伊） メヌエット
- mezza voce（伊）
- Mezzo-sopran メゾソプラノ
- Mezzo soprano（伊） メゾソプラノ
- mf（伊）
- Mi（仏、伊） ホ音
- minor（英） 短調
- mineur（仏） 短調
- minore（伊） 短調
- M. M.
- Moderato（伊）
- moll（独） 短調
- molto（伊）
- Mordent
- morendo（伊）
- mp（伊）
- M. S. メゾソプラノ

## N
- non tanto（伊）
- non troppo（伊）

## O
- Ob.（英、伊） オーボエ
- Oboe（英、伊） オーボエ
- Oboe d'amore（伊） オーボエダモーレ
- Octet（英）, -tt（独）, -tte（仏）, -tto（伊） 八重奏
- -one（伊）
- Orchester（独）, -tra（英、伊）, -tre（仏） オーケストラ
- ord.（英、仏、伊）
- ordinario（伊）
- Org. オルガン
- Orgel（独） オルガン
- Organ（英）, -o（伊） オルガン
- Orgue（仏） オルガン

## P
- p（伊）
- Pauken（独） ティンパニ
- Ped.（英、仏、伊）
- perdendosi（伊）
- pesante（伊）
- petite flûte（仏） ピッコロ
- Pf（英、仏、伊） ピアノ
- P. G.（仏） ポーズ・ジェネラル（全パート休止）
- piano（伊）
- Piano（英、仏、伊） ピアノ
- Pianoforte（伊） ピアノ
- Piatti, -o（伊） シンバル
- Picc.（英、伊） ピッコロ
- Piccolo（英、伊） ピッコロ
- più（伊）
- Più mosso（伊）
- pizz.（伊）
- pizzicato（伊）
- PO フィルハーモニーオーケストラ
- pochetino（伊）
- poco（伊）
- poco a poco（伊）
- port.（伊）
- portamento（伊）
- Posaune（独） トロンボーン
- possibile（英、仏、伊）
- pp（伊）
- ppp（伊）
- Pralltriller（独）
- Prestissimo（伊）
- Presto（伊）

## Q
- quasi（伊）
- Quartet（英）, -tt（独）, -tte（仏）, -tto（伊） 四重奏
- Quintet（英）, -tt（独）, -tte（仏）, -tto（伊） 五重奏

## R
- rall.
- Re（伊） ニ音
- Ré（仏） ニ音
- rf（伊）
- Ripieno（伊） 協奏曲の合奏楽器郡
- risoluto（伊）
- rit.（伊）
- ritard.（伊）
- ritardando（伊）
- riten.（伊）
- Rondo（伊） ロンド

## S
- S. ソプラノ
- Scherzando（伊）
- Scherzo（伊） スケルツォ
- Schnell （独） 速く
- S. D. スネアドラム
- Sec.（仏、伊）
- Secco（伊）
- Segno（伊）
- Sempre（伊）
- Senza（伊）
- Senza sord.（伊）
- Senza sordino（伊）
- Septet（英）, -tt（独）, -tte（仏） 七重奏
- Settetto（伊） 七重奏
- Sextet（英）, -tt（独）, -tte（仏）, -tto（伊） 六重奏
- sf（伊）
- sfz（伊）
- Si（仏、伊） ロ音
- Side drum（英） スネアドラム
- Silofono（伊） シロフォン
- simile（伊）
- sinfonia（伊）, -e（独） 交響曲
- slur（英）
- smorzando（伊）
- snare drum（英） スネアドラム
- SO 交響楽団
- Sol（仏、伊） ト音
- soli（伊）, -o（英、仏、伊） 独奏、独唱
- sonata（英、伊）, -e（仏）, -en（独） ソナタ
- sop. ソプラノ
- sopr. ソプラノ
- Sopran, -o（伊） ソプラノ
- sostenuto（伊）
- sotto voce（伊）
- spiritoso（伊）
- S. Q. 弦楽四重奏
- stacc.（伊）
- staccatissimo（伊）
- staccato（伊）
- Streicher（独） 弦楽器（具体的にはヴァイオリン属）
- Streichquartett（独） 弦楽四重奏
- String（英） 弦楽器（具体的にはヴァイオリン属）
- string.（伊）
- stringendo（伊）
- String quartet（英） 弦楽四重奏
- subito（伊）
- sul pont.（伊）
- sul ponticello（伊）
- sul tasto（伊）
- Symphonie（仏）, -ny（英） 交響曲

## T
- T. テノール
- tacet 休み
- Tamb. picc.（伊） スネアドラム
- Tambour de basque（仏） タンブリン
- Tambourine（仏） タンブリン
- Tamburin（英）, -o（伊） タンブリン
- Tamburo piccolo（伊） スネアドラム
- Tam-t.（英） タムタム
- Tam-tam（英） タムタム
- Tamtam（英） タムタム
- tasto solo（伊）
- Tb. トロンボーン
- Tba トランペット
- Tema（伊） 主題、テーマ → 変奏曲
- Tempo I（伊）
- Tempo di Valse（伊）
- Tempo giusto（伊）
- ten.
- Ten. テノール
- Tenor ,-e（伊） テノール
- Ténore（伊） テノール
- tenuto（伊）
- Tim. ティンパニ
- Timbales ティンバレス
- Timpani（伊） ティンパニ
- to Coda（英）
- Tp. トランペット
- Tr. トランペット
- Trb. トロンボーン
- Trba トランペット
- tr.
- tranquillo（伊）
- tre corde（伊）
- tremolo（伊） トレモロ
- Tri. トライアングル
- Triangele（独） トライアングル
- Triangle（英） トライアングル
- Triangolo（伊） トライアングル
- tril
- Trio（英、伊） 三重奏、トリオ（複合三部形式の中間部）
- Tromba トランペット
- Trombone（英） トロンボーン
- Trompete（伊） トランペット
- Trompette（仏） トランペット
- Trne, -ni トロンボーン
- Trp. トランペット
- Trumpet（英） トランペット
- Tub. テューバ
- Tuba（英） テューバ
- turn（英）
- tutti（伊） 全員

## U
- un pochetino（伊）
- un poco（伊）
- una corda（伊）
- up（英）
- Ut（仏） ハ音

## V
- Va. ヴィオラ
- Var. 変奏
- Vc. チェロ
- Vib. ヴィブラフォン
- Vibes（英） ヴィブラフォン
- Vibrafono（独） ヴィブラフォン
- Vibraphon（伊）, -e（仏） ヴィブラフォン
- Vide
- Viola（英、伊） ヴィオラ
- Violin（英）, -e（独）, -o（伊） ヴァイオリン
- Violon（仏） ヴィオロン
- Violoncelle（仏）, -o（伊） チェロ
- Vivace（伊）
- Vivo（伊）
- Vl. ヴァイオリン
- Vla. ヴィオラ
- Vn. ヴァイオリン

## X
- Xilofono（独） シロフォン
- Xyl. シロフォン
- Xylophon（伊）, -e（仏） シロフォン

## Z
- Zeit（独） 時間